# Доротея Пфальц-Зіммернська
Доротея Пфальц-Зіммернська (нім. Dorothea von Pfalz-Simmern, 6 січня 1581 — 18 вересня 1631) — пфальцграфиня Зіммернська з династії Віттельсбахів, донька пфальцграфа Лаутерну Йоганна Казимира та саксонської принцеси Єлизавети, друга дружина князя Ангальт-Дессау Йоганна Георга I.

## Біографія

### Ранні роки
Народилась 6 січня 1581 року у Кайзерслаутерні. Була єдиною вижившею з шести дітей пфальцграфа Лаутерну Йоганна Казимира та його дружини Єлизавети Саксонської. Мешкало сімейство у новозбудованому палаці у стилі Ренесансу поблизу старої фортеці Барбаросси у Кайзерслаутерні.
Батько походив із Зіммернської гілки Рейнських Віттельсбахів. Пфальцграфство Лаутерн було виділено спеціально для нього. Від 1583 року він також здійснював обов'язки адміністратора Курпфальцу. Із матір'ю вони мали різне віросповідання, що зрештою призвело до ув'язнення Єлизавети у листопаді 1689 року через звинувачення у подружній невірності. За чотири місяці вона померла. Йоганн Казимир після цього віддався своїй пристрасті до алкоголю, і, після інсульту та параліча, що стався після нього, пішов з життя у січні 1692-го, залишивши Доротею повною сиротою в 11 років.
Пфальцграфство Лаутерн повернулося до Курпфальцу, яким правив Фрідріх IV, дядько Доротеї, який і став її опікуном. За його ініціативи був укладений шлюб дівчини із князем Ангальт-Дессау.

### Шлюб та діти
У 14 років Доротея стала дружиною 27-річного князя Ангальту Йоганна Георга I. Весілля пройшло 21 лютого 1595 у Гайдельберзі. Наречений був удівцем, від першої дружини він мав чотирьох малолітніх дітей. Йоганн Георг отримав добру освіту, мав велику бібліотеку та ревно керував державними справами, бувши співправителем Ангальту разом із шістьома молодшими братами.

Оселилися молодята у Міському замку Дессау. Під впливом Доротеї Йоганн Георг вже наступного, 1596, року навернувся до кальвінізму. Тоді ж народився і первісток подружжя. Всього ж у пари було одинадцятеро спільних нащадків

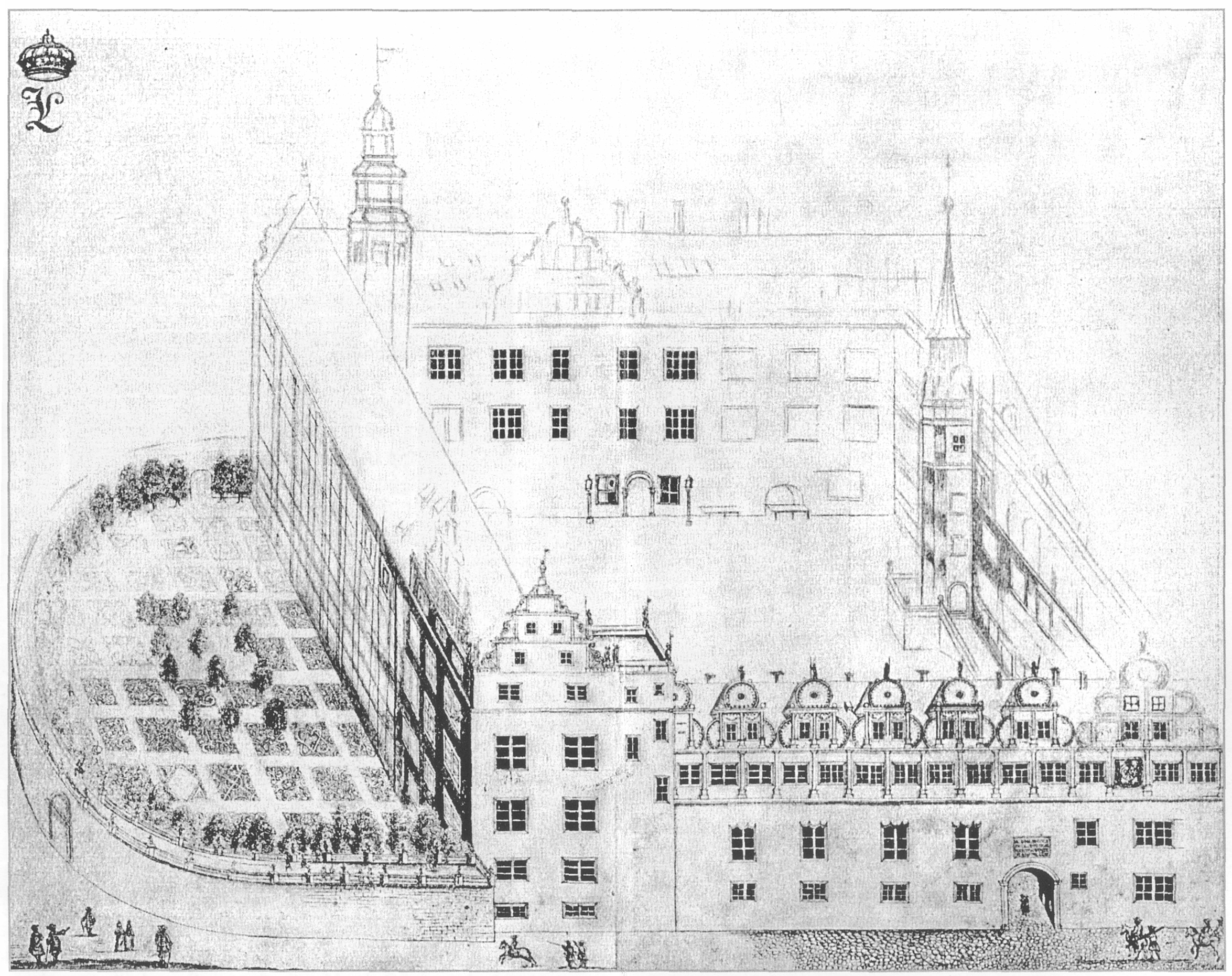
Міський замок Дессау

У 1603 році землі Ангальту були поділені, і чоловік Доротеї отримав Ангальт-Дессау. Він безжально продовжив скасування лютеранських церковних звичаїв та їх заміну кальвіністськими по всій країні. Ця процедура зустріла безліч заперечень з боку дворянства та міст, що, однак, не зупинило правителя. В інших питаннях він залишався щирим, доброзичливим і добродушним володарем щодо підданих, а також добрим сім'янином, що піклувався про виховання та навчання своїх дітей.
Доротея була членом «Доброчесного товариства» під іменем «Гостинна» (нім. die Gastfreie).
Йоганна Георга не стало у травні 1618 року. Доротея після цього оселилася у замку Зандерслебена, який використовувала як удовину резиденцію до самої смерті.
Пішла з життя 18 вересня 1631 року. Була похована у церкві Святої Марії в Дессау. Її сини позначили місце поховання надгробком.

## Родина
Чоловік —  Йоганн Георг
Діти:
- Йоганн Казимир (1596—1660) — був двічі одруженим, мав шестеро дітей від першого шлюбу;
- Анна Єлизавета (1598—1660) — дружина графа Бентгайм-Штайнфурту Вільгельма Генріха, дітей не мала;
- Фрідріх Моріц (1600—1610) — прожив 10 років;
- Елеонора Доротея (1602—1664) — дружина герцога Саксен-Веймару Вільгельма, мала дев'ятеро дітей;
- Сибілла Крістіна (1603—1686) — була двічі одружена, мала п'ятеро дітей від першого шлюбу, які померли в ранньому віці;
- Генріх Вальдемар (1604—1606) — прожив 2 роки;
- Георг Аріберт (1606—1643) — володар Верліцу, Радегасту та Клейчу, був морганатично одруженим із Йоганною Єлизаветою фон Крозіг, мав п'ятеро дітей, які не залишили нащадків;
- Кунігунда Юліана (1608—1683) — дружина ландграфа Гессен-Ротенбурзького Германа, дітей не мала;
- Сусанна Маргарита (1610—1663) — дружина графа Йоганна Філіпа Ганау-Ліхтенберзького, дітей не мала;
- Йоганна Доротея (1612—1695) — дружина графа Бентгайм-Текленбургу Моріца, мала із ним дев'ятеро дітей;
- Єва Катерина (1613—1679) — одружена не була, дітей не мала.